# Genevieve Blinn
Genevieve Blinn, nata Genevieve Nannary (Nuovo Brunswick, 12 giugno 1874 – Ross, 20 luglio 1956), è stata un'attrice canadese.

## Biografia
Era sposata con J.L. Blinn. Debuttò nel cinema a oltre quarant'anni, interpretando ruoli di matrona (come quello di Ottavia nel film Cleopatradel 1917, di cui era protagonista Theda Bara, attrice accanto alla quale Genevieve Glinn recitò diverse volte). Sullo schermo fu governate, signora aristocratica, regina, marchesa e duchessa, ritagliandosi una carriera di caratterista che la portò a interpretare circa una trentina di pellicola, spesso di buon successo. Il suo ultimo ruolo fu nel 1930 in Tu che mi accusi, un film firmato da Victor Fleming: fu il suo primo e ultimo film sonoro. 
Morì in California, a Ross, a 82 anni, il 20 luglio 1956.

## Filmografia
- A Wife's Sacrifice, regia di J. Gordon Edwards (1916)
- The Spider and the Fly, regia di J. Gordon Edwards (1916)
- Tangled Lives, regia di J. Gordon Edwards (1917)
- American Methods, regia di Frank Lloyd (1917)
- Conscience, regia di Bertram Bracken (1917)
- Cleopatra, regia di J. Gordon Edwards (1917)
- Rosa di sangue (The Rose of Blood), regia di J. Gordon Edwards (1917)
- Madame Du Barry, regia di J. Gordon Edwards (1917)
- The Kingdom of Love, regia di Frank Lloyd (1917)
- True Blue, regia di Frank Lloyd (1918)
- Salomè (Salome), regia di J. Gordon Edwards (1918)
- When a Woman Sins, regia di J. Gordon Edwards (1918)
- The Rainbow Trail, regia di Frank Lloyd (1918)
- The Woman Next Door, regia di Robert G. Vignola (1919)
- When Fate Decides. regia di Harry F. Millarde (1919
- In Search of Arcady, regia di Bertram Bracken (1919)
- L'ultimo eroe (The Last of the Duanes), regia di J. Gordon Edwards (1919)
- Wings of the Morning, regia di J. Gordon Edwards (1919)
- The Tattlers, regia di Howard M. Mitchell (1920)
- The Path She Chose, regia di Philip E. Rosen (1920)
- Sundown Slim, regia di Val Paul (1920)
- The Witching Hour, regia di William Desmond Taylor (1921)
- La regina di Saba (The Queen of Sheba), regia di J. Gordon Edwards (1921)
- Crazy to Marry, regia di James Cruze (1921)
- Mezza pagina d'amore (Don't Tell Everything), regia di Sam Wood (1921)
- The Call of Home, regia di Louis J. Gasnier (1922)
- S’io fossi regina (If I Were Queen), regia di Wesley Ruggles (1922)
- The Dramatic Life of Abraham Lincoln, regia di Philip Rosen (1924)
- Tu che mi accusi (Common Clay), regia di Victor Fleming (1930)